# Herminia punctalis
Herminia punctalis är en fjärilsart som beskrevs av Herz 1904. Herminia punctalis ingår i släktet Herminia och familjen nattflyn. Inga underarter finns listade i Catalogue of Life.